# 侯氏狼蛛
侯氏狼蛛（学名：Lycosa hotingchichi）为狼蛛科狼蛛属的动物。在中国大陆，分布于湖北等地。该物种的模式产地在武昌。